# Greg Cannom
Gregory Cannom (* 21. August 1951 in Washington, D.C.; † 9. Mai 2025) war ein US-amerikanischer Maskenbildner. Er war für das Make-up in einigen der erfolgreichsten Hollywood-Filme aller Zeiten verantwortlich und gewann für seine Arbeiten fünf Oscars bei insgesamt elf Nominierungen.

## Leben
Cannom wirkte in seiner Karriere an mehr als 120 Filmen mit. Dabei spezialisierte er sich zunächst hauptsächlich auf zahlreiche Horror- und Science-Fiction-Filme. Später arbeitete er auch an einer Vielzahl von Komödien wie etwa Mrs. Doubtfire, Versprochen ist versprochen, Big Mama’s Haus und Die Maske mit Jim Carey mit. Auch einige Fernsehserien wie beispielsweise Will & Grace sowie Fernsehfilme gehörten zu seinen Projekten.
In den 1990ern war Cannom u. a. für die Blockbuster Titanic von James Cameron und Steven Spielbergs Hook sowie für Filme wie Batmans Rückkehr, Blade, Insider und Bram Stoker’s Dracula von Francis Ford Coppola verantwortlich. In dieser Zeit war er sechsmal für einen Oscar nominiert, von denen er für die Filme Bram Stoker’s Dracula und Mrs. Doubtfire zwei der Auszeichnungen in der Kategorie Bestes Make-up gewinnen konnte. Dazu kamen zahlreiche weitere Nominierungen bei den Emmys, den BAFTA Awards und den Saturn Awards.
Auch in den 2000ern waren überaus erfolgreiche Filme mit aufwändigem Make-up wie etwa Fluch der Karibik, A Beautiful Mind, Hannibal, Ali und Mel Gibsons Die Passion Christi unter den Arbeiten Cannoms. In diesem Jahrzehnt wurde er zweimal für einen Oscar nominiert, für den Film Der seltsame Fall des Benjamin Button gewann er 2009 seinen dritten Oscar. Zuvor wurde er 2005 gemeinsam mit Wesley Wofford für die Entwicklung eines neuartigen Silikonmaterials zur Herstellung von Masken mit einem Oscar-Zertifikat für Technische Verdienste geehrt.
Weitere Filme, in denen Cannom mitwirkte, waren z. B. Cocoon, Star Trek VI sowie Fortsetzungen der erfolgreichen Filmreihen Nightmare, Highlander, Kickboxer, Der Exorzist und Alien. Sein Schaffen umfasst mehr als 120 Produktionen.

## Filmografie (Auswahl)
- 1978: Teufelskreis Alpha (The Fury)
- 1981: Das Tier (The Howling)
- 1981: Die unglaubliche Geschichte der Mrs. K. (The Incredible Shrinking Woman)
- 1985: Cocoon
- 1986: Radioactive Dreams
- 1986: Vamp
- 1987: Nightmare III – Freddy Krueger lebt (A Nightmare on Elm Street 3: Dream Warriors)
- 1987: The Lost Boys
- 1987: Cherry 2000
- 1988: Mein Nachbar, der Vampir (Fright Night Part II)
- 1989: Cyborg
- 1990: Der Exorzist III (The Exorcist III)
- 1990: Flatliners – Heute ist ein schöner Tag zum Sterben (Flatliners)
- 1990: Grüße aus Hollywood (Postcards from the Edge)
- 1990: Captain America
- 1990: Highlander II – Die Rückkehr (Highlander II – The Quickening)
- 1991: Kickboxer 2 – Der Champ kehrt zurück (Kickboxer 2: The Road Back)
- 1991: Star Trek VI: Das unentdeckte Land (Star Trek VI: The Undiscovered Country)
- 1991: Hook
- 1992: Alien 3 (Alien³)
- 1992: Batmans Rückkehr (Batman Returns)
- 1992: Bram Stoker’s Dracula (Dracula)
- 1992: Forever Young
- 1992: Jimmy Hoffa (Hoffa)
- 1993: Der Mann ohne Gesicht (The Man Without a Face)
- 1993: Mrs. Doubtfire – Das stachelige Kindermädchen (Mrs. Doubtfire)
- 1993: Zwischen Himmel und Hölle (Heaven & Earth)
- 1994: Shadow und der Fluch des Khan (The Shadow)
- 1994: Die Maske (The Mask)
- 1994: Puppet Masters – Bedrohung aus dem All (The Puppet Masters)
- 1996: Wer ist Mr. Cutty? (The Associate)
- 1996: Thinner – Der Fluch (Thinner)
- 1996: Versprochen ist versprochen (Jingle All the Way)
- 1997: Kull, der Eroberer (Kull the Conqueror)
- 1997: Titanic
- 1998: Blade
- 1999: Die Killerhand (Idle Hands)
- 1999: Insider (The Insider)
- 1999: Der 200 Jahre Mann (Bicentennial Man)
- 2000: Big Mama’s Haus (Big Momma's House)
- 2000: Die Prophezeiung (Bless the Child)
- 2000: Little Nicky – Satan Junior (Little Nicky)
- 2001: Hannibal
- 2001: Monkeybone
- 2001: America’s Sweethearts
- 2001: Ali
- 2001: A Beautiful Mind – Genie und Wahnsinn (A Beautiful Mind)
- 2003: The Singing Detective
- 2003: Bulletproof Monk – Der kugelsichere Mönch (Bulletproof Monk)
- 2003: Fluch der Karibik (Pirates of the Caribbean: The Curse of the Black Pearl)
- 2003: Tiptoes
- 2003: Master & Commander – Bis ans Ende der Welt (Master and Commander: The Far Side of the World)
- 2004: Die Passion Christi (The Passion of the Christ)
- 2004: Keine halben Sachen 2 – Jetzt erst recht! (The Whole Ten Yards)
- 2004: Van Helsing
- 2004: The Life and Death of Peter Sellers
- 2004: White Chicks
- 2005: Der Exorzismus von Emily Rose (The Exorcism of Emily Rose)
- 2006: Big Mama’s Haus 2 (Big Momma’s House 2)
- 2006: Babel
- 2008: Der seltsame Fall des Benjamin Button (The Curious Case of Benjamin Button)
- 2009: Watchmen – Die Wächter (Watchmen)
- 2009: Nachts im Museum 2 (Night at the Museum: Battle of the Smithsonian)
- 2012: Abraham Lincoln Vampirjäger (Abraham Lincoln: Vampire Hunter)
- 2015: Jane Got a Gun
- 2018: Vice – Der zweite Mann (Vice)
- 2021: The Eyes of Tammy Faye

## Auszeichnungen und Nominierungen
Oscar
- 1992: Nominierung in der Kategorie Bestes Make-up für den Film Hook
- 1993: Nominierung in der Kategorie Bestes Make-up für den Film Jimmy Hoffa
- 1993: Gewinner in der Kategorie Bestes Make-up für den Film Bram Stoker’s Dracula
- 1994: Gewinner in der Kategorie Bestes Make-up für den Film Mrs. Doubtfire – Das stachelige Kindermädchen
- 1996: Nominierung in der Kategorie Bestes Make-up für den Film Familien-Bande
- 1998: Nominierung in der Kategorie Bestes Make-up für den Film Titanic
- 2000: Nominierung in der Kategorie Bestes Make-up für den Film Der 200 Jahre Mann
- 2002: Nominierung in der Kategorie Bestes Make-up für den Film A Beautiful Mind – Genie und Wahnsinn
- 2005: Gewinner in der Kategorie Technische Verdienste für die Entwicklung eines speziellen Silikonmaterials
- 2009: Gewinner in der Kategorie Bestes Make-up für den Film Der seltsame Fall des Benjamin Button
- 2019: Gewinner in der Kategorie Bestes Make-up für den Film Vice – Der zweite Mann

Saturn Award
- 1988: Nominierung in der Kategorie Bestes Make-up für den Film The Lost Boys
- 1993: Nominierung in der Kategorie Bestes Make-up für den Film Bram Stoker’s Dracula
- 1995: Nominierung in der Kategorie Bestes Make-up für den Film Die Maske
- 1997: Nominierung in der Kategorie Bestes Make-up für den Film Thinner – Der Fluch
- 1999: Nominierung in der Kategorie Bestes Make-up für den Film Blade
- 2002: Gewinner in der Kategorie Bestes Make-up für den Film Hannibal
- 2005: Nominierung in der Kategorie Bestes Make-up für den Film Van Helsing
- 2009: Gewinner in der Kategorie Bestes Make-up für den Film Der seltsame Fall des Benjamin Button

BAFTA Awards
- 1994: Nominierung in der Kategorie Best Make Up für den Film Bram Stoker’s Dracula
- 1995: Nominierung in der Kategorie Best Make Up/Hair für den Film Doubtfire – Das stachelige Kindermädchen
- 1995: Nominierung in der Kategorie Best Make Up/Hair für den Film Die Maske

Emmy Award
- 1995: Nominierung in der Kategorie Bestes Make Up in einer Serie für Earth 2
- 1998: Nominierung in der Kategorie Bestes Make Up in einem Film für From the Earth to the Moon
- 2006: Nominierung in der Kategorie Bestes Make Up in einer Serie für Will & Grace

Hollywood Makeup Artist and Hair Stylist Guild Awards
- 2000: Gewinner in der Kategorie Beste Make Up Special Effects in einem Spielfilm für Der 200 Jahre Mann
- 2002: Nominierung in der Kategorie Beste Make Up Special Effects in einem Spielfilm für Hannibal
- 2003: Gewinner in der Kategorie Bestes Make Up in einer Mini-Serie oder Film der Woche für Gleason

Sitges Festival Internacional de Cinema de Catalunya
- 1994: Gewinner in der Kategorie Beste Special Effects für Die Maske

## Einzelnachweis
1. ↑  Oscar-Winning SFX Makeup Legend Greg Cannom Dead at 74. In: fangoria.com. 10. Mai 2025, abgerufen am 10. Mai 2025 (englisch).

| Personendaten    | Personendaten                        |
| ---------------- | ------------------------------------ |
| NAME             | Cannom, Greg                         |
| ALTERNATIVNAMEN  | Cannom, Gregory (vollständiger Name) |
| KURZBESCHREIBUNG | US-amerikanischer Maskenbildner      |
| GEBURTSDATUM     | 21. August 1951                      |
| GEBURTSORT       | Washington, D.C.                     |
| STERBEDATUM      | 9. Mai 2025                          |